# Палве, Оула
О́ула Па́лве (фин. Oula Palve; род. 19 февраля 1992 года, Кеуруу, Финляндия) — финский хоккеист, центральный нападающий.

## Карьера
Пальве дебютировал в СМ-Лиге в составе клуба ЮП в сезоне 2012/2013. В том сезоне он сыграл в трёх играх, не набрав ни одного очка.
20 апреля 2019 года подписал контракт новичка с клубом НХЛ «Питтсбург Пингвинз», сроком на 1 год.